# Auto-Umweltliste
Die VCD Auto-Umweltliste wurde von 1989 bis 2020 jährlich vom Verkehrsclub Deutschland e.V. (VCD) herausgegeben und bewertete die auf dem Markt befindlichen Serienfahrzeuge (Pkw) hinsichtlich ihrer Umweltverträglichkeit.
Nach dem Abgasskandal im September 2015 wurden die Auto-Umweltlisten nur noch als Positivlisten veröffentlicht. Ab 2015 wurden auch Elektroautos einbezogen, zuvor waren sie „wegen der dünnen und widersprüchlichen Datenlage“ nicht mit erfasst worden, sondern wurden unter Einbeziehung der Energiebereitstellung auf der Basis des NEFZ bewertet. Anfangs schnitten dadurch Fahrzeuge mit Verbrennungsmotor und besonders Hybridautos dadurch besser ab, da deren Vorkette der Kraftstofferzeugung nicht berücksichtigt wurde. In den folgenden Ausgaben der Umweltliste wurde darauf hingewiesen, dass Elektroautos im kompletten Lebenszyklus sauberer als Verbrenner sind.

## Ausgaben der Auto-Umweltliste
| Jahr | 1. Platz                                                       | 2. Platz                                                       | 3. Platz                                                                               |
| --- | -------------------------------------------------------------- | -------------------------------------------------------------- | -------------------------------------------------------------------------------------- |
| 2019/2020 | –                                                              | –                                                              | –                                                                                      |
| 2018/2019 | –                                                              | –                                                              | –                                                                                      |
| 2017/2018 | –                                                              | –                                                              | –                                                                                      |
| 2016/2017 | –                                                              | –                                                              | –                                                                                      |
| 2015/2016 | Lexus CT 200h                                                  | Peugeot 208 Active BlueHDi 100                                 | Seat Mii 1.0 Ecofuel Škoda Citigo 1.0 CNG Green Tec VW eco up!                         |
| 2014/2015 | Lexus CT 200h                                                  | Seat Mii 1.0 Ecofuel Škoda Citigo 1.0 CNG Green Tec VW eco up! | Peugeot 308 1.6 BlueHDi 120                                                            |
| 2013/2014 | Seat Mii 1.0 Ecofuel Škoda Citigo 1.0 CNG Green Tec VW eco up! | Lexus CT 200h                                                  | Toyota Prius Hybrid                                                                    |
| 2012/2013 | VW eco up!                                                     | Lexus CT 200h                                                  | Toyota Prius Hybrid                                                                    |
| 2011/2012 | Lexus CT 200h                                                  | Toyota Prius Hybrid                                            | Toyota iQ 1.0 VVT-i                                                                    |
| 2010/2011 | Toyota Auris Hybrid                                            | Toyota Prius Hybrid                                            | Toyota iQ 1.0 VVT-i                                                                    |
| 2009/2010 | Toyota Prius Hybrid                                            | Toyota iQ 1.0 VVT-i                                            | Honda Insight Hybrid                                                                   |
| 2008/2009 | Toyota Prius Hybrid                                            | Honda Civic Hybrid                                             | Citroën C1 1.0 Advance, Peugeot 107 Petit Filou 70, Toyota Aygo und Daihatsu Cuore 1.0 |
| 2007/2008 | Honda Civic Hybrid                                             | Toyota Prius Hybrid                                            | Citroën C1 1.0 Advance, Peugeot 107 Petit Filou 70 und Toyota Aygo                     |
| 2006/2007 | Honda Civic Hybrid                                             | Toyota Prius Hybrid                                            | Citroën C1 1.0 Advance 3/5-türig, Peugeot 107 Petit Filou 70 und Toyota Aygo           |
| 2005/2006 | Toyota Prius Hybrid                                            | Citroën C1 1.0, Peugeot 107 Petit Filou und Toyota Aygo        | Daihatsu Cuore 1.0                                                                     |
| 2004/2005 | Toyota Prius Hybrid                                            | Daihatsu Cuore 1.0 Plus                                        | Opel Corsa Eco 1.0 Twinport Ecotec Easytronic                                          |
| 2003/2004 | VW Lupo 1.4 FSI                                                | Daihatsu Cuore 1.0 Plus                                        | Toyota Yaris 1.0 linea eco                                                             |
| Ab 2003/2004 wurden bei den Dieselfahrzeugen nur PKW mit Partikelfilter berücksichtigt, deshalb sind die 3-Liter-Autos von VW und Audi nicht mehr vertreten. |                                                                |                                                                |                                                                                        |
| 2002/2003 | VW Lupo 1.4 FSI                                                | Audi A2 1.2 TDI 3L und VW Lupo 3L TDI                          | Toyota Yaris 1.0 linea eco                                                             |
| 2001/2002 | Audi A2 1.2 TDI 3L und VW Lupo 3L TDI                          | Toyota Yaris 1.0 linea eco                                     | Daihatsu Cuore GL 3t.                                                                  |
| 2000/2001 | VW Lupo 3L TDI                                                 | Toyota Yaris 1,0 linea eco                                     | Daihatsu Sirion CX 1,0 MT                                                              |
| 1999/2000 | VW Lupo 3L TDI                                                 | Daihatsu Cuore GL 3t.                                          | Opel Corsa Special 1.0 12V Ecotec 3t.                                                  |
| 1998/1999 | MCC Smart City Coupé                                           | Daihatsu Sirion                                                | Opel Corsa City 1.0 12V                                                                |
| 1997/1998 | Opel Corsa 1.0 Ecotec                                          |                                                                |                                                                                        |
| 1996/1997 | Fiat Cinquecento                                               |                                                                |                                                                                        |
| 1995/1996 | Ford Fiesta 1.1i                                               |                                                                |                                                                                        |
| 1994/1995 | Fiat Cinquecento                                               |                                                                |                                                                                        |
| 1993/1994 | Opel Corsa Eco 1.2 i                                           |                                                                |                                                                                        |
| 1992/1993 | Opel Corsa Eco 1.2 i                                           |                                                                |                                                                                        |
| 1991/1992 | Keine Liste.                                                   | Keine Liste.                                                   | Keine Liste.                                                                           |
| 1990/1991 | Fiat Panda 1000 i. e.                                          |                                                                |                                                                                        |
| 1989/1990 | Subaru Justy WD                                                |                                                                |                                                                                        |